# 타부낭
타부낭(塔布囊, ᠲᠠᠪᠤᠨᠠᠩ Тавнан)은 명대(明代) 동몽골인 달단(鞑靼) 사람들이 징기스칸 여성 후예와 결혼한 사람에 대한 칭호로, 부마(駙馬)와 같은 말이다. 중국 문헌에서는 '타부랑(他不浪)' '탕부랑(倘不浪)' 등으로 표기하였다. 청대(淸代)는 몽골 카라친부(喀喇沁部) 작위의 하나로, 타이지(台吉) 지위와 같으며 네 등급으로 나뉜다. 타부낭의 지위는 보국공(輔國公)에 버금간다. 몽고왕공(蒙古王公) 작호는 보통 타이지이지만, 카라친부 세 기(旗)와 투메트좌익기(土默特左翼旗)의 조상은 대대로 청조 조상과 인척관계였기에 왕공을 타부낭이라 칭한다. 타부낭은 '다섯개'를 뜻하는 몽골어 '타부(塔布, ᠲᠠᠪᠤᠨ Таван)'와 중국어 '왕(王)'의 와음인 '낭(囊)'의 조합으로, 즉 '다섯 명의 왕(五王)'이라는 뜻이다.